# Bob Daisley
Robert John „Bob“ Daisley (* 13. února 1950, Sydney, Austrálie) je australský hudebník, baskytarista a textař.
Od třinácti hrál na kytaru, kterou brzy vyměnil za baskytaru. V roce 1972 krátce vystupoval s anglickou skupinou Chicken Shack, následně s Mungo Jerry. V roce 1975 spoluzaložil kapelu Widowmaker, s níž nahrál obě její alba. V letech 1977 až 1978 hrál s Rainbow, s nimiž nahrál část jejich třetího alba Long Live Rock 'n' Roll. Následně hrál se zpěvákem Ozzy Osbournem, na několika jeho albech je uveden jako koproducent a spoluautor písní. Počátkem 80. let hrál s Uriah Heep a dále spolupracoval například s Garym Moorem, Yngwiem Malmsteenem, Carminem Appicem a skupinou The Hoochie Coochie Men. Spolu se zpěvákem Jimmym Barnesem hrál několik let ve skupině Living Loud, která v roce 2004 vydala své jediné album.